# Ventricle cardíac
Els ventricles cardíacs són aquelles cavitats dins del cor, que, durant la seva contracció, bomben la sang al sistema circulatori. En un cor amb quatre cambres, com que en els éssers humans, hi ha dos ventricles: el ventricle dret que bomba la sang en la circulació pulmonar dels pulmons, i el ventricle esquerre que bomba la sang en la circulació sistèmica a través de l'aorta per a la resta del cos. (Vegeu el sistema de doble circulació per a més detalls). Els ventricles tenen parets més gruixudes que les aurícules i, per tant, poden suportar una pressió més alta de la sang. La comparació dels ventricles esquerre i dret, el ventricle esquerre té parets més gruixudes, ja que necessita bombar la sang a tot el cos. Els dos reben la mateixa quantitat de sang.